# Chick Webb
William Henry (Chick) Webb (Baltimore (Maryland), 10 februari 1905 - aldaar, 16 juni 1939) was een Amerikaanse jazz- en swingdrummer die bekendstond om zijn weergaloze techniek en successen als leider van zijn eigen swingband.
Webb werd geboren in Baltimore in de Amerikaanse staat Maryland. Al vanaf zijn jeugd had hij last van tuberculose, waardoor hij amper groeide en een ernstig misvormde ruggengraat had. Zijn eerste drumstel kocht hij van het geld dat hij had verdiend als krantenbezorger en op 11-jarige leeftijd deed hij zijn eerste ervaringen op als professioneel muzikant.
Op 20-jarige leeftijd verhuisde hij naar New York waar hij drumlessen kreeg van Tommy Benford en in 1926 zijn eigen band begon in Harlem. Vanaf 1931 was zijn band avond na avond te zien in de Savoy Ballroom. Ondanks het feit dat hij door ingewijden werd gezien als de King Of Swing, ging die titel bij het grote publiek naar Benny Goodman. Dit leidde echter wel tot een gezonde rivaliteit die regelmatig leidde tot de zogenaamde Battle of the Bands. Op deze avonden concurreerde het orkest van Webb met die van bijvoorbeeld Benny Goodman of Count Basie.
In 1935 trouwde hij met een vrouw die Sallye heette en nam hij de nog jonge Ella Fitzgerald onder zijn hoede. Niet alleen werd zij de zangeres van zijn orkest, maar ook zijn adoptiekind. In november 1938 verslechterde zijn gezondheid. Vanaf dat moment wisselde hij optredens af met ziekenhuisbezoeken, tot hij in juni 1939 kwam te overlijden.
Na zijn dood nam Ella Fitzgerald de band van Webb, tot in de nadagen van de swing, over.

## Geboortedatum
Net als Louis Armstrong, Nat King Cole en Coleman Hawkins is Chick Webb niet alleen de geschiedenisboeken ingegaan als een invloedrijk muzikant, maar ook met onjuistheden betreffende zijn geboortedatum. Ondanks het feit dat vele bronnen 1909 als zijn geboortejaar noemen, zijn er ook aanwijzingen dat dit niet zou kloppen.
De New York Times schreef in 1939 een artikel over Webb waarin beweerd werd dat hij in 1907 was geboren. Schrijver en cineast Eric B. Borgman beweert echter dat iedereen ernaast zit. Hij claimt bewijzen te hebben dat Webb in 1905 op de wereld kwam.
Ook de overlijdensakte van Webb biedt geen duidelijke uitkomst. Deze geeft 1909 als jaartal, waarbij het jaar 1907 is doorgekrast. Daarentegen geeft het boek Rhythm on Record - dat is geschreven door Hilton Schleman toen Webb nog in leven was - weer 1907 aan.
Tot op heden is de exacte geboortedatum van Webb nog niet achterhaald. Voor dit artikel zijn de gegevens van Borgman gebruikt, zonder de eventuele juistheid van andere beweringen tegen te spreken.